# Eurytoma cyrtophorae
Eurytoma cyrtophorae is een vliesvleugelig insect uit de familie Eurytomidae. De wetenschappelijke naam is voor het eerst geldig gepubliceerd in 2008 door Zerova.